# Sergio Berlato
Sergio Berlato (n. 27 iulie 1959, Marano Vicentino, Veneto, Italia) este un om politic italian, membru al Parlamentului European în perioada 1999-2004 din partea Italiei.
1. 1 2 3 4 5  Deputații în Parlamentul European
2. ↑  Deputații în Parlamentul European